# 므네모시네

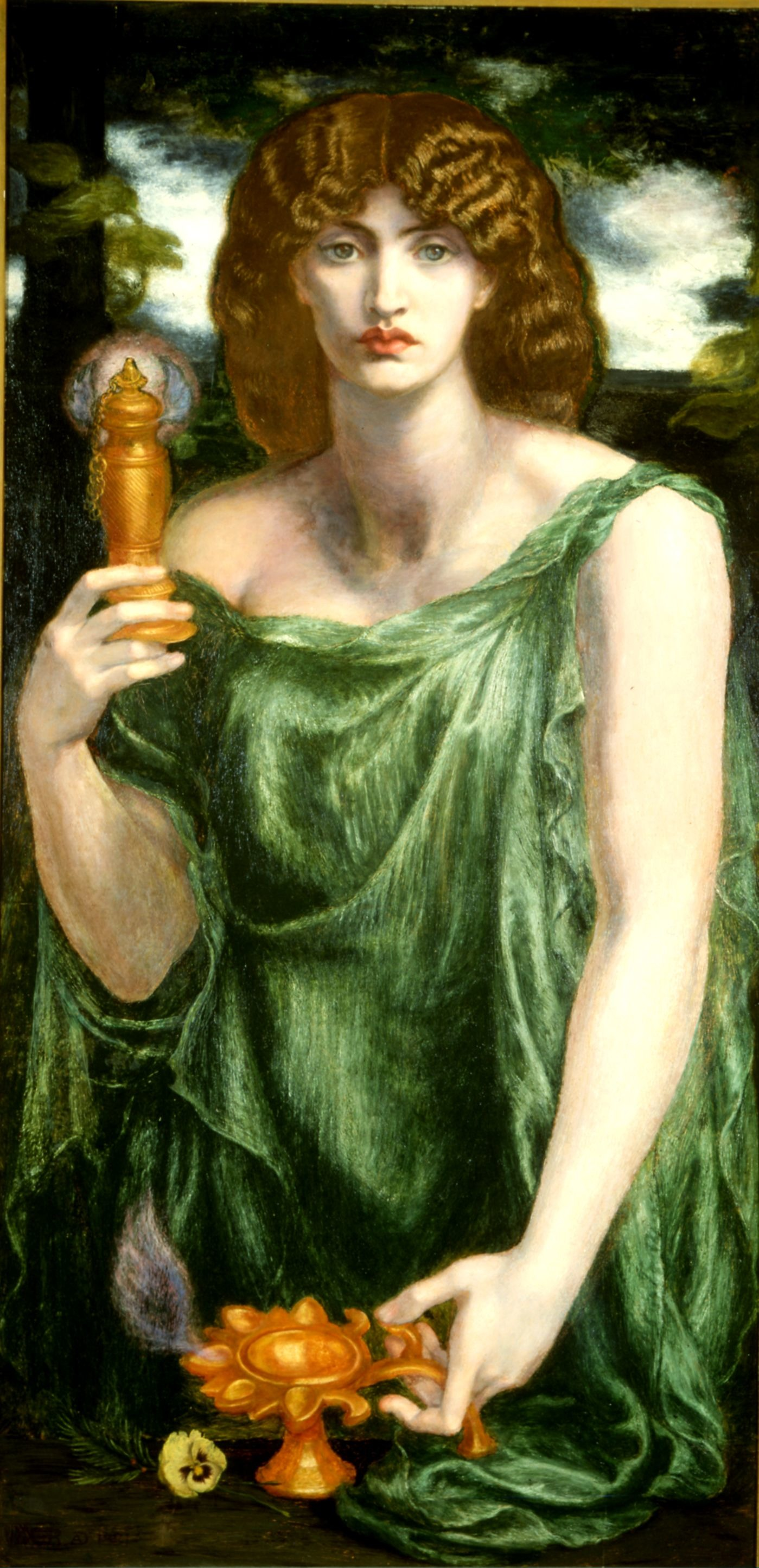
로세티에 의한 므네모시네 (1876년-1881년 즈음의 작품)

므네모시네(고대 그리스어: Mνημοσύνη Mnemosyne[*])는 그리스 신화에서 ‘기억’이라는 추상적 개념이 의인화된 신으로 티탄족 여신 중의 하나이다. 우라노스와 가이아 사이에서 태어난 6명의 딸 중의 하나이며 오케아노스, 코이오스, 크리오스, 히페리온, 이아페토스, 크로노스, 테이아, 레아, 테미스, 포이베, 테티스와 형제이다. 일설에는 오케아노스와 테튀스의 딸이라고도 한다.
헤시오도스의 《신통기》에 따르면 므네모시네는 제우스와 9일 동안을 동침했는데 그 결과로 시와 음악의 요정들인 9명의 뮤즈를 낳았다고 한다. 므네모시네는 에레우테이르의 언덕의 주로, 피에리아에서 제우스와 9일간 동침하며, 사람들로부터 괴로움을 잊게 하는 존재로서 9명의 무사들을 낳았다고 한다.
므네모시네는 또한 지하 세계인 하데스에서 기억의 연못을 관장하는 여신으로 묘사되기도 하는데 이 므네모시네의 물은 레테 강의 물과 쌍을 이룬다. 죽은 사람이 레테 강의 물을 마시면 환생할 때 전생의 기억을 모두 잃고 므네모시네의 물을 마시면 전생의 기억이 되살아난다고 한다. 이 때문에 신비 의식의 비전 입문자들(initiates)은 므네모시네의 물을 마시도록 권장되었다.
므네모시네는 이름을 붙이는 것을 시작했다고 여겨지며, 또 학문의 길을 연구할 때는 므네모시네와 무사이에게 기원했다.
소행성 57 므네모시네는 므네모시네의 이름을 땄다.

## 참고 문헌
- 아포로드로스 「그리스 신화」고우즈 하루시게 역, 이와나미 문고 (1953년)
- 디오도로스 「일본의 신화 시대 지지」이이오 도시사람 역, 용계서사(1999년)
- 핀다로스 「승리 축하 가집/단편선」우치다차신 역, 교토 대학 학술 출판회 (2001년)
- 헤시오도스 「신통기」히로카와 요우이치 역, 이와나미 문고(1984년)
- 고우즈 하루시게 「그리스·로마 신화사전」, 이와나미 서점 (1960년)

## 같이 보기
- 그리스 신화
- 57 므네모시네